# Kataster Karoliński
Kataster Karoliński – kataster podatkowy sporządzony na zarządzenie cesarza Karola VI (1685–1740) celem zastąpienia nim starego katastru podatkowego z roku 1527. 

## Geneza
W 1705 roku podjęto próbę reformy przestarzałego systemu podatkowego na Śląsku i zastąpienie podatku od nieruchomości akcyzami (podatek pośredni nakładany na niektóre wyroby konsumpcyjne). Gdy to się w 1721 r. nie powiodło, zdecydowano się w Wiedniu na sporządzenie dokładnego spisu sytuacji i warunków do wprowadzenia nowego systemu podatkowego na Śląsku.

## Zawartość rejestru
Komisje rektyfikacyjne założyły w pojedynczych śląskich księstwach nowe rejestry i tabele podatkowe. Dodatkowo dokonywały rewizji gospodarstw i ich zasobności. Tomy Katastru Karolińskiego zawierają tym samym spis poddanych z informacjami dotyczącymi ich sytuacji gospodarczej oraz protokoły rewizyjne dotyczące posiadanych nieruchomości, tabele podatkowe i spis podatników.
Tomy Katastru Karolińskiego, które przetrwały II wojnę światową, są przechowywane głównie w Archiwum Państwowym we Wrocławiu pod nazwą „499. Carolinischer Kataster / Kataster Karoliński 1722-1726“. Zasoby katastru liczą łącznie 194 akty podzielone w następujący sposób:
- Księstwo wrocławskie 1723–1725, 11 aktów
- Księstwo brzeskie 1723–1725, 26 aktów
- Księstwo głogowskie 1723–1725, 24 akty
- Księstwo legnickie 1723–1725, 10 aktów
- Głubczyce 1723–1725, 10 aktów
- Milicz 1723–1725, 10 aktów
- Księstwo ziębickie 1722–1725, 8 aktów
- Nysa 1723–1725, 8 aktów
- Księstwo oleśnickie 1722 –1725, 26 aktów
- Księstwo opolsko-raciborskie 1722 –1726, 43 akty
- Księstwo świdnicko-jaworskie 1722 –1726, 10 aktów
- Żmigród 1723 –1724, 2 akty
- Ujazd 1726, 1 akt
- Siedlisko (były powiat głogowski) 1723 –1725, 2 akty
- Pszczyna 1723 –1727, 7 aktów
- Powiat nyski 1724 –1725, 1 akt
- Bytom 1723 –1725, 1 akt.

Do tej pory zostały opublikowane jedynie tomy 29 i 30 (okrąg Głogówek na Górnym Śląsku) przez Komisję Historyczną Powiatu Prudnickiego.